# Getir
Getir est une entreprise de quick commerce, fondée en 2015 en Turquie et présente dans plusieurs pays. L'entreprise connaît une croissance très rapide pendant les confinements dus à la pandémie de covid-19, puis se trouve en difficulté à partir du printemps 2022.

## Fondation
L'entreprise est créée en Turquie en 2015 par Nazim Salur, le fondateur de BiTaksi, une entreprise de VTC spécialisée dans l'envoi de véhicules au domicile des clients en moins de trois minutes. L'objectif que voudrait atteindre Nazim Salur avec Getir est la livraison de produits d'épicerie aux domiciles des clients en moins de 10 minutes. Dans la pratique, une telle rapidité n'est pas toujours possible.
Getir commence avec des vans remplis de marchandises qui sillonnent Istanbul en permanence. Rapidement les vans sont abandonnés et Getir stocke ses marchandises dans des « dark stores », des magasins sans clients, et multiplie l'installation de ces dark stores pour obtenir un maillage dense d'Istanbul. Getir fidélise rapidement une clientèle aisée. Les années suivantes, Getir se développe dans une trentaine de villes turques. Et, en 2020, les spécialistes du capital-risque commencent à s'intéresser à Getir et à investir dans l'entreprise. Après être devenu leader sur le marché turc, Getir s'élargit à l'international à partir de 2021.

## Histoire
En 2021 et 2022, Getir profite d'une conjoncture favorable, liée aux  confinements dus à la pandémie de Covid-19. La filiale française de Getir devient leader sur le marché français de la livraison alimentaire ultrarapide. Il s'agit pour Getir de livrer des courses alimentaires en une durée annoncée comme étant de 20 minutes. Les locaux sont situés dans les centres-villes. Les clients communiquent leurs besoins par smartphone. Des scooters livrent dans un rayon de 2 km autour des locaux de l'entreprise,.
En juillet 2021, Getir annonce l'acquisition de Block, une entreprise espagnole fondée en février 2021 et ayant 120 employés, pour un montant non dévoilé,.
En mars 2022, l'entreprise lève 768 millions de dollars supplémentaires auprès d’investisseurs, et sa valorisation mondiale atteint 12 milliards de dollars. 
Mais à partir de mai 2022, du fait d'une mauvaise conjoncture économique, l'entreprise procède à des licenciements massifs, avec 14 % de réduction des effectifs à Istanbul, 300 personnes à Berlin et des réductions variables dans tous les pays. Les effectifs mondiaux de Getir étant estimés à 32 000 personnes, 14 % de l'effectif représenteraient 4 480 personnes concernées par la réduction des effectifs.
En décembre 2022, Getir annonce l'acquisition de Gorillas pour 1,2 milliard de dollars.
Fin juin 2023, Getir annonce le licenciement de l'ensemble de ses 1 560 employés en Espagne et la fin de ses activités dans le pays, à la suite d'une levée de fonds échouée. En juillet, l'entreprise annonce son retrait d'Italie et du Portugal.
En septembre 2023, Getir est présent dans 5 pays (Turquie, Allemagne, Royaume-Uni, Pays-Bas et Etats-Unis), après son retrait à l'été 2023 de 4 autres pays (Italie, Portugal, Espagne et France),.
En avril 2024, Getir annonce se retirer de l'ensemble de ses marchés en dehors de la Turquie.

### En France
En juin 2021, Getir se déploie en France (à Paris puis à Lille, Marseille, Lyon, Montpellier, Aix-en-Provence et Grenoble), et annonce vouloir créer cinq mille emplois en CDI en dix-huit mois. En moins d'un an, la filiale française recrute 1 800 CDIs.
En avril 2022, la filiale française s'associe à Pôle emploi en Île-de-France : 350 jeunes sont recrutés sous la forme de contrat initiative emploi, avec une exonération de cotisations de 47 % pendant douze mois.
En 2022 en France, selon Mediapart, les licenciements sont nombreux et effectués de façon sauvage, en infraction avec le droit du travail, par exemple en procédant à des licenciements individuels pour « faute grave », plutôt que par licenciement économique (qui implique un plan social). Un responsable CGT note que depuis les ordonnances Macron, les dommages et intérêts auxquels peuvent prétendre des salariés licenciés abusivement ayant moins d'un an d'ancienneté ne peuvent pas dépasser des montants très faibles.
En avril 2023, Getir France demande son placement en redressement judiciaire. Le 2 mai 2022, le tribunal de commerce de Paris se dit favorable à ce placement et l'assortit d'une période d'observation de 3 mois pour les sociétés Gorillas France, Getir France et Frichti.
En juin 2023, c'est au tour de son unique concurrent en France, l'Allemand Flink, de demander son placement en redressement judiciaire, avec l'intention de quitter le marché français, principalement pour des raisons règlementaires. Ce départ ferait de Getir le seul acteur restant de livraison de courses rapides en France.
Le 21 juin, Getir annonce quitter la France. Dans son communiqué, Getir évoque un contexte juridique complexe et des réglementations par les administrations locales contraignantes. Le Monde note qu'en mars 2023 le gouvernement français a légiféré pour assimiler les « dark stores » à des entrepôts et non des commerces, car cela posait de nombreux problèmes de cohabitation avec l'entourage.
La société Getir France est placée en liquidation judicaire en juillet 2023.